# Henry Lee Lucas
Henry Lee Lucas (August 23, 1936 – March 12, 2001) era un assassí en sèrie els delictes del qual van anar de 1960 a 1983. Va ser condemnat d'assassinar onze persones i condemnat a mort per l'assassinat de Debra Jackson, tot i que la seva condemna va ser canviada a cadena perpètua el 1998. Lucas va arribar a l'infàmia després de confessar més de 600 assassinats mentre era a presó als Texas Rangers i altres cossos policials.
Una investigació per part del Times-Herald de Dallas va desacreditar moltes de les confessions d'assassinat de Lucas i va resultar en una investigació per part de l'advocat general de Texas. La investigació va concloure que Lucas era un fabulista que havia confessat falsament. Lucas mateix va corregir i dir que les confessions eren un engany.
El cas de Lucas va servir per entrar en una re-avaluació de les tècniques policials i conscienciació més gran de les confessions falses. Els detectius no van considerar que els privilegis – sopars de bistec, batuts de maduixa, televisió a la cel·la – que van concedir per les "entrevistes" de confessió incitarien més confessions. Els detectius també van permetre que Lucas veiés els arxius dels casos per a "refrescar la seva memòria," donant-li accés a coneixement que només qui hagués comés el crim sabria. La policia tampoc va enregistrar les seves entrevistes, fent impossible de saber amb seguretat quants entrevistadors varen donar informació accidentalment a Lucas.
Va morir d'insuficiència cardíaca el 2001.